# Isabella de Aragon, Ducesă de Milano
Isabella de Aragon (n. 2 octombrie 1470, Napoli, Regatul Neapolelui – d. 11 februarie 1524, Napoli, Regatul Neapolelui), cunoscută și drept Isabella de Napole, a fost ducesă de Milano prin căsătoria cu Gian Galeazzo Sforza și suo jure ducesă de Bari. Viața ei a fost caracterizată de crizele politice din jurul războaielor italiene. Isabella s-a găsit adesea sfâșiată între țara ei natală, Regatul de Neapole și țara adoptivă Ducatul de Milano, provocându-i suferințe personale și dificultăți politice. După o căsnicie dificilă și lipsă de sprijin în Milano, ea a primit Ducatul de Bari. Această schimbare a circumstanțelor i-a dat Isabelleo ocazia de a-și forma propria curte, precum și de a-și consolida sprijinul și securitatea politică împotriva războaielor aflate în desfășurare.  Aceste reforme, împreună cu interesul ei în artă și literatură, au dus la renașterea orașului Bari. În această perioadă, ea s-a concentrat și pe educația fiicei ei Bona, care a devenit regina Poloniei.

## Biografie

### Copilărie și familie
Isabella s-a născut în Regatul de Neapole, în timpul domniei bunicului său patern, Ferdinand I de Neapole. Ea era fiica prințului moștenitor Alfonso și a primei lui soții, Ippolita Maria Sforza. Părinții ei aveau o relație proastă, caracterizată prin rivalitate și dispreț. Alfonso, probabil amenințat de nivelul ridicat de educație al soției sale sau disprețuitor față de genealogia ei, a tratat-o cu lipsă de respect pe durata întregului mariaj. Alfonso a preferat compania amantei sale, Trogia Gazzela, cu care a avut doi copii nelegitimi. Bunicul ei a fost un conducător curajos, care n-a dat înapoi atunci când a venit vremea să se ocupe de dușmanii săi. Creșterea ei la această curte nemilosă din Napoli a avut cu siguranță un efect asupra Isabellei, afectându-i caracterul de adult.
Isabella era singura fiică dintre cei trei copii ai cuplului Alfonso și Ippolita; ea mai avea doi frați: Prințul Ferdinand, care va succeda tatălui lor în 1495 și fratele mai mic Piero, care va deveni locotenent general al Apulia însă va muri de tânăr, din cauza unei infecții dobândite după o operație la picior. Frații au fost crescuți alături de verii lor, copiii Eleanorei de Neapole, printre care s-au numărat Isabella și Beatrice d'Este. Isabella a avut o relație foarte apropiată în special cu Beatrice. Când copiii erau adolescenți, Ippolita a murit. 

### Căsătoria
Căsătoria ei a fost aranjată de un văr din partea maternă, Gian Galeazzo Sforza. La 1 mai 1480, când Isabella avea nouă ani, logodna ei a fost sărbătorită în tot ducatul. Căsătoria va avea loc nouă ani mai târziu. La 26 decembrie 1488, Isabella în vârstă de 18 ani a părăsit casa natală și a călătorit la Milano, la soțul ei Gian Galeazzo Sforza. Cuplul se va căsători oficial la 2 februarie 1489.
Mari sărbători au urmat căsătoriei. A avut loc o operetă intitulată Il Paradiso, pe versurile lui Bernardo Bellincioni și costumele de Leonardo da Vinci. Isabella a fost lăudată pentru frumusețea ei, ambasadorul din Ferrare comentând:  "era atât de frumoasă și strălucitoare încât părea soarele". Mirele era în contrast destul de mare cu soția; Gian Galeazzo era palid, studios și melancolic.

### Ducesa nefericită
Gian Galeazzo a devenit duce la vârsta de șapte ani, și în perioada minoratului său, unchiul său, Ludovico Sforza, a acționat ca regent. În perioada căsătoriei dintre Isabella și Gian Galeazzo, Ludovico, care era la putere de 13 ani, nu arăta nici un semn că va renunța la guvernare pentru nepotul său. El a privit tânărul cuplu cu suspiciune și ca potențiali rivali. Acest lucru s-a înrăutățit în 1491,  când Isabella a dat naștere unui fiu, Francesco. Pentru a slăbi orice încercare de lovitură de stat dată de Isabella și de soțul ei, Ludovico a trimis acasă mica ei suită napolitană și a restricționat-o pe tânăra ducesă de la numirea și recompensarea membrilor suitei.
O sursă de confort pentru Isabella a fost prezența Beatricei, care s-a căsătorit cu Ludovico în 1491. Tinerele verișoare au socializat în mod regulat: mergeau la vânătoare, jucau nesfârșite jocuri de palla și își creau rochiile pe care doreau să le poarte. Beatrice era privită ca fiind mai neastâmpărată decât Isabella, adesea convingându-o să participe și la alte activități cum ar fi plimbarea în jurul pieței deghizate și fără nici o suită.
În ciuda acestei apropieri între verișoare, relația lor a suferit din cauza schemelor politice ale lui Ludovico. Nașterea fiului Beatricei, Maximilian, a fost întâmpinată cu mare pompă și ceremonie, potrivită mai degrabă unui moștenitor, ceva ce fusese refuzat fiului Isabellei. În plus, Leonardo da Vinci a creat spectacole grandioase și decorațiuni pentru Beatrice, în ciuda faptului că nu ea avea cel mai înalt rang la curtea milaneză. Beatrice a primit chiar și un rol politic, în calitate de ambasador ducal la Veneția în 1492.